# Goudsche Courant
De Goudsche Courant was een regionaal dagblad in de regio Gouda, waarin opgenomen de Schoonhovense Krant. Het verscheen als avondblad, behalve op zaterdag, wanneer het een ochtendblad was. De krant had in 2004 een oplage van 13.000 exemplaren, waaronder heel wat postabonnees in de rest van het land en (ver) daarbuiten.
De krant was een van de oudste van Nederland, met als oprichtingsjaar 1862. Het eerste exemplaar van de krant verscheen op 3 april 1862 en werd geproduceerd door Adrianus Brinkman. Het blad, dat aanvankelijk nog niet dagelijks uitkwam, was al voorafgegaan door enkele andere titels.
De vestiging was in het begin aan de Oosthaven maar verhuisde later naar Markt 31 en vervolgens naar de Zeugstraat. Omdat de krant tijdens de Tweede Wereldoorlog was blijven verschijnen, kreeg het in 1945 een (kort) verschijningsverbod. In 1959 werd Markt 26 betrokken waar het kantoor tot in het eerste kwartaal van 2005 gevestigd bleef. In die tijd verhuisde de redactie naar de Nieuwe Markt, niet ver daarvandaan. De commerciële afdeling van de krant was toen al niet meer in Gouda gevestigd.
Op 1 september 2005 is de Goudsche Courant opgegaan in de regio-editie AD Groene Hart, in het tabloid formaat van het Algemeen Dagblad. De naam Goudsche Courant is daardoor verdwenen. De redactie van deze editie bevindt zich in Alphen aan den Rijn.